# Катахас
Катахас или Като Хани (на гръцки: Καταχάς) е село в Егейска Македония, Гърция, център на дем Пидна-Колиндрос в административна област Централна Македония.

## География
Селото е разположено на 90 m надморска височина, на 4 km южно от Либаново (Егинио) и северно от Катерини, близо до морския бряг.

## История
В края на XIX век Катахас е гръцко село. Александър Синве („Les Grecs de l’Empire Ottoman. Etude Statistique et Ethnographique“) в 1878 година пише, че в Катахас (Katahas), Китроска епархия, живеят 72 гърци.
В 1913 година след Междусъюзническата война селото остава в Гърция. В 1922 година в селото са заселени 238 гърци бежанци от България. В 1928 година е смесено местно-бежанско селище със 111 бежански семейства и 479 жители бежанци.
Селото има богато замлище и населението произвежда много жито. Бежанците от България донасят и лозарството.
| Година    | 1913 | 1920 | 1928 | 1940 | 1951 | 1961 | 1971 | 1981 | 1991 | 2001 | 2011 | 2021 |
| --------- | ---- | ---- | ---- | ---- | ---- | ---- | ---- | ---- | ---- | ---- | ---- | ---- |
| Население | 103  | 336  | 760  | 973  | 803  | 862  | 750  | 779  | 660  | 716  | 524  | 509  |

## Личности
Родени в Катахас
- Евтимиос Калеврас (1929 - 2011), гръцки скулптор
- Никос Акритидис (р. 1935), гръцки политик